# Хлистово (Московска област)
Хлистово (на руски: Хлыстово) е село в Люберецки район, Московска област, Русия. През 1926 г. населението на селото наброява 362 души, но към 2010 година то вече е спаднало на 3 души.

## География

### Разположение
Хлистово е разположено в централната част на Европейска Русия, а близо до него протича река Пехорка.

### Климат
Климатът на селото е умереноконтинентален (Dfb по Кьопен) с горещо и сравнително влажно лято и дълга студена зима.